# Navarretia sinistra
Navarretia sinistra är en blågullsväxtart som först beskrevs av Marcus Eugene Jones, och fick sitt nu gällande namn av L.A. Johnson. Navarretia sinistra ingår i släktet navarretior, och familjen blågullsväxter. Inga underarter finns listade i Catalogue of Life.